# Joy Kogawa
Joy Kogawa (Vancouver, 6 de junio de 1935), nacida como Joy Nozomi Nakayama, es una poetisa y novelista canadiense de ascendencia japonesa. Es conocida por su novela semibiográfica Obasan.

## Biografía
Kogawa nació el 6 de junio de 1935 en Vancouver, en la Columbia Británica. Sus padres fueron Lois Yao y Gordon Goichi Nakayama y es la primera generación de japoneses nacidos en Canadá. Durante su infancia, creció en un barrio de clase media predominantemente blanco.
Su vida cambió tras el ataque a Pearl Harbor el 7 de diciembre de 1941, que hizo que Canadá entrara en la Segunda Guerra Mundial. Por ello, doce semanas después del ataque, Kogawa y su familia fueron mandados al campo de concentración para japo-canadienses en Slocan durante la guerra. Después del conflicto, fue recolocada junto a su familia en Coaldale, Alberta, donde se graduó.  En 1954 acudió a la Universidad de Alberta y al Anglican Women's Training College en 1956. Además, estudió en el Real conservatorio de música de Toronto. Ese mismo año se mudó de regreso a Vancouver, donde se casó con David Kogawa un año después, en 1957. La pareja tuvo dos hijos: Gordon y Deirdre. En 1968, Joy se divorció de su marido y Universidad de University of Saskatchewan. En 1979 se trasladó a Toronto, donde ha vivido desde entonces.

## Carrera como escritora
A principio de 1968 publicó su primera obra como poeta, una colección de poemas titulada The Splintered Moon. En 1973 empezó a trabajar como redactora en la oficina del Primer ministro en Ottawa. En 1981 publicó su primer libro: Obasan, una novela semi-biográfica, que se convirtió en su obra más conocida y que fue galardonada con el First Novel Award, concedido por Book in Canada, ese mismo año. Un año más tarde, en 1982, Kogawa fue galardonada con el premio Libro del Año por la Asociación Canadiense de autores y el premio Libro Americano por la Fundación Before Columbus. Su secuela fue publicada en 1992 bajo el título de Itsuka, aunque en 2005 fue reescrita y vuelta a publicar con el nombre de Emily Kato. El libro fue adaptado a novela infantil por la misma autora con el título El camino de Naomi (Naomi's Road).
Aunque la novelaObasan describe experiencias de la comunidad japo-canadiense, ha sido enseñada de forma continuada en las asignaturas de literatura asiático-americana en Estados Unidos debido a "su entendimiento de la integración política y su destreza literaria" y "su autenticidad con la sensibilidad pan-asiática"."
En la actualidad, Kogawa divide su tiempo entre Vancouver y Toronto. En 2018 fundó el grupo Yojaros  con la poetisa japonesa Soramaru Takayama. 

## Reconocimiento
Kogawa ha recibido numerosos premios tanto en su Canadá natal como en el extranjero. En 1986 fue nombrada miembro de la Orden de Canadá; y en 2006 fue hecha miembro de la Orden de la Columbia Británica. 
En 2010, el gobierno japonés condecoró a Kogawa con la Orden del Sol Naciente "por su contribución al entendimiento y preservación de la historia japo-canadiense".
Además, ha sido galardonada con numerosos honoris causa. Entre ellos, el más reciente le fue concedido por la Universidad de Victoria en 2017.

## Obras

### Poesía
- The Splintered Moon. Federicton, NB: Fiddlehead Poerty Books, 1967.
- A Choice of Dreams. Toronto: McClelland & Stewart, 1974.
- Jericho Road. Toronto: McClelland & Stewart, 1977.
- Six Poems. Toronto: Leage of Canadian Poets, 1980.
- What Do I Remember of the Evacuation?. Scholastic Education Canada, 1985.
- Woman in the Woods. Oakville, ON: Mosaic Press, 1985.
- A Song of Lilith. Vancouver: Polestar, 2000.
- A Garden of Anchors: Selected Poems. Oakville, ON: Mosaic, 2003.

### Novelas
- Obasan. Toronto: Lester & Orpen Dennys, 1981.
- Itsuka. Toronto, Penguin, 1992. (reescrito como Emily Kato en 2005)
- The Rain Ascends. Toronto: Knopf, 1995

### Novelas de no ficción
- Gently to Nagasaki. Citlin Press, 2016.

### Literatura infantil
- Naomi's Road. Toronto: Oxford University Press, 1986; Fitzhenry & Whiteside, 2005.
- Naomi's Tree. Toronto: Fitzhenry & Whiteside, 2009.